# Philodromus margaritatus
De Philodromus margaritatus (tên tiếng Anh: korstmosrenspin) là một loài nhện trong họ Philodromidae.
Con cái dài 5–6 mm, kích thước, con đực dài 4–5 mm. Những con cái thường có màu nâu sáng, những con đực sẫm màu hơn và có độ tương phản hơn. Con non thường có màu nâu đậm hoặc màu xám đen tối với độ tương phản ít. Cả con đực và con cái đều có gai nổi bật ở cuối bụng. Chúng là loài ngụy trang tốt. Chúng là loài nhện phổ biến mất ở khu vực tây miền Cổ bắc.

## Hình ảnh

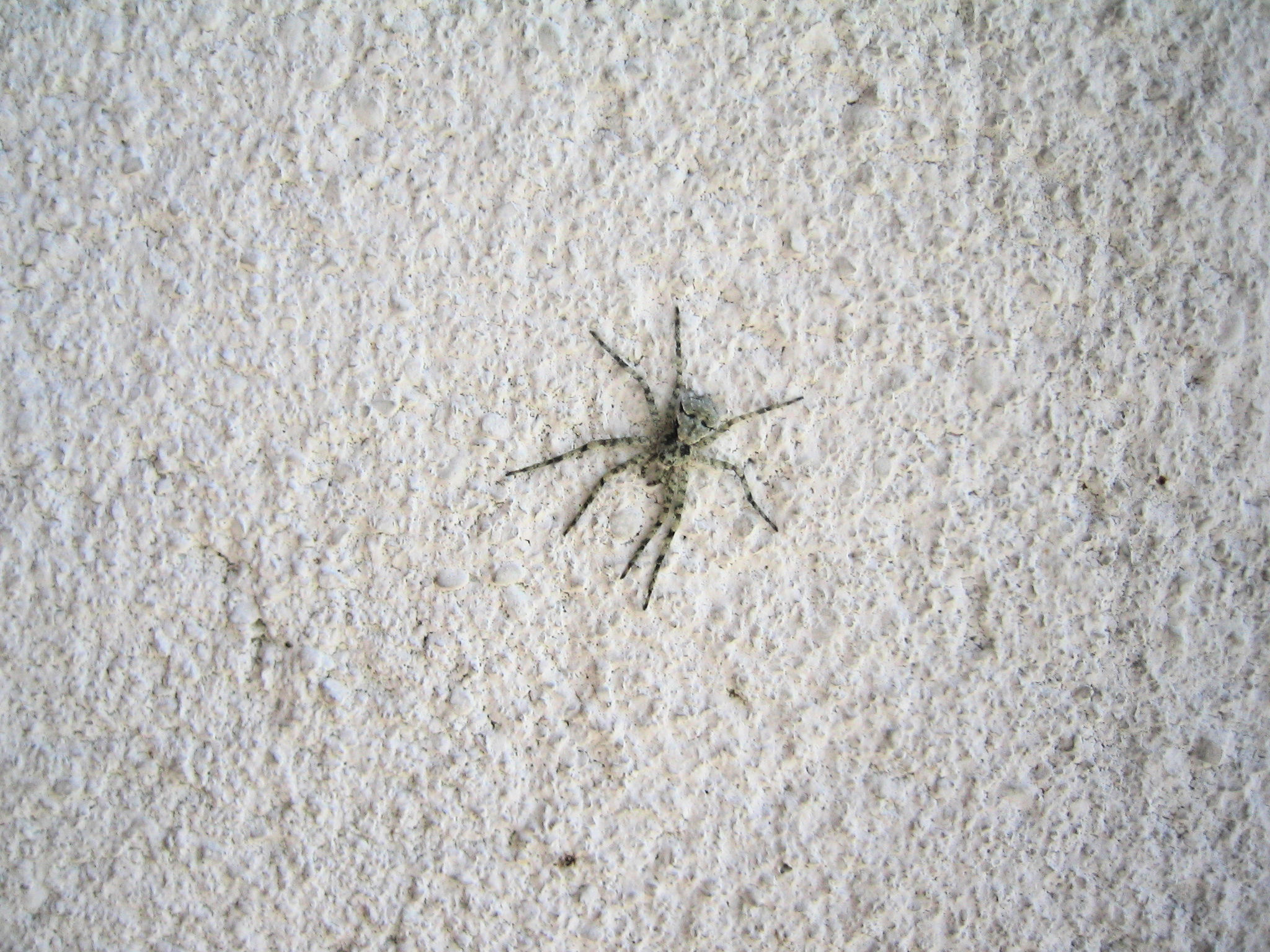
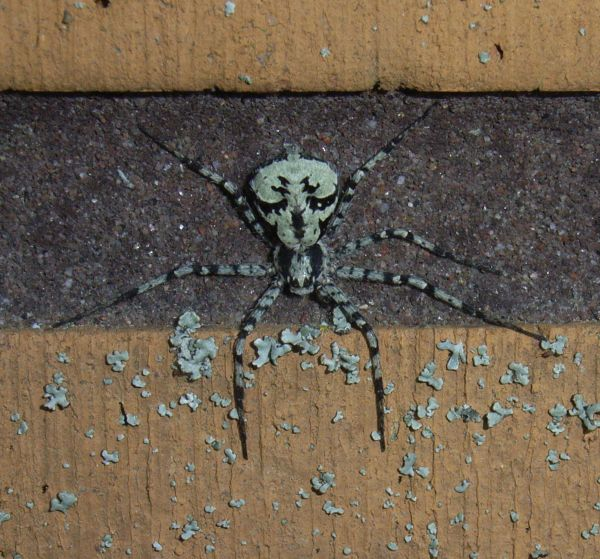